# Traffic shaping
 (juillet 2011).
Si vous disposez d'ouvrages ou d'articles de référence ou si vous connaissez des sites web de qualité traitant du thème abordé ici, merci de compléter l'article en donnant les références utiles à sa vérifiabilité et en les liant à la section « Notes et références ».
Le traffic shaping ou régulation de flux est le contrôle du volume des échanges dans un réseau informatique dans le but d’optimiser ou de garantir les performances, une latence plus faible ou d’augmenter la bande passante utilisable en retardant les paquets qui correspondent à certains critères. Plus particulièrement, le traffic shaping désigne toute action sur un groupe de paquets (un flux réseau) qui impose un délai supplémentaire à ces paquets pour qu’ils se conforment à une contrainte prédéterminée (contractuelle ou liée à un certain type de trafic).
Le traffic shaping offre un moyen de contrôler le volume des échanges en train d’être envoyés à un réseau pendant une période donnée (bandwith throttling), le débit maximum auquel le trafic peut être envoyé (rate limiting), ou encore des critères plus complexes tels que l'algorithme GCRA (generic cell rate algorithm) dans le cadre de l'ATM.
Ce contrôle peut s'exercer de différentes manières et pour diverses raisons ; cependant, le traffic shaping se fait toujours en retardant certains paquets (aucune perte). Le traffic shaping est couramment appliqué aux réseaux d’extrémités pour contrôler le trafic entrant dans le réseau, mais peut également être utilisé à la source du trafic (par exemple, dans un ordinateur ou une carte réseau) ou par un élément du réseau (routeur ou commutateur).
Le traffic policing est une pratique distincte, mais liée.